# 다키노가와구
다키노가와구(滝野川区)는 일본 도쿄부 도쿄시에 설치되었던 구이다. 현재의 도쿄도 기타구에 해당한다.

## 역사
이 지역은 구석기시대 혹은 조몬시대 무렵부터 사람이 정착하여 니시가하라 2초메 패총이나 나카자토 패총이 발견되었다. 야요이 시대의 것으로는 니시가하라 유적이 있으며 국내의 야요이시대 연구에 큰 영향을 주었다. 이 주변은 무사시국이였으며 히라쓰카 성이 건설되어 도요시마씨의 지배하에 놓여 있었다.
- 1889년 5월 1일, 정촌제 시행으로 기타토시마군 다키노가와촌(滝野川村) 신설.
- 1913년 10월 1일, 다키노가와정(滝野川町)으로 승격.
- 1932년 10월 1일, 도쿄시에 편입되면서 다키노가와구(滝野川区)가 됨.
- 1943년 7월 1일, 도쿄도제 시행으로 도쿄도 다키노가와구가 됨.
- 1947년 3월 15일, 다키노가와구와 오지구 구역을 합쳐 기타구를 설치함.